# H∞-управление
H на бесконечности или {\displaystyle {\mathcal {H}}_{\infty }} — метод теории управления для синтеза оптимальных регуляторов. Метод является оптимизационным, имеющим дело со строгим математическим описанием предполагаемого поведения замкнутой системы и её устойчивости. Метод примечателен своей строгой математической базой, оптимизационным характером и применимостью как к классическому, так и устойчивому управлению.
{\displaystyle {\mathcal {H}}} является нормой в пространстве Харди. «Бесконечность» говорит о выполнении минимаксных условий в частотной области. {\displaystyle {\mathcal {H}}_{\infty }}-норма динамической системы, имеющая смысл максимального усиления системы по энергии. В случае MIMO-систем она равна максимальному сингулярному числу передаточной функции системы, в случае SISO-систем она равна максимальному значению амплитуды её частотной характеристики.

## Постановка задачи
Сначала система должна быть приведена к стандартному виду:
Объект управления {\displaystyle \ P} имеет два входа, два внешних воздействия {\displaystyle \ w}, которые включают задаточный сигнал и возмущения. Контролируемая переменная обозначена {\displaystyle \ u}. Это вектор выходных сигналов системы, состоящий из сигнала ошибки {\displaystyle \ z}, который надо минимизировать, и измеренная переменная {\displaystyle \ v}, которая используется в контуре управления. {\displaystyle \ v} используется в K для подсчёта переменной {\displaystyle \ u}.
Уравнение системы:
{\displaystyle {\begin{bmatrix}z\\v\end{bmatrix}}=P(s)\,{\begin{bmatrix}w\\u\end{bmatrix}}={\begin{bmatrix}P_{11}(s)&P_{12}(s)\\P_{21}(s)&P_{22}(s)\end{bmatrix}}\,{\begin{bmatrix}w\\u\end{bmatrix}}}
{\displaystyle u=K(s)\,v}
Таким образом возможно выразить зависимость {\displaystyle \ z} от {\displaystyle \ w}:
{\displaystyle z=F_{l}(P,K)\,w}
И далее:
{\displaystyle F_{l}(P,K)=P_{11}+P_{12}\,K\,(I-P_{22}\,K)^{-1}\,P_{21}}
Таким образом, целью {\displaystyle {\mathcal {H}}_{\infty }}-оптимального управления является синтез такого контроллера {\displaystyle \ K}, {\displaystyle \ F_{l}(P,K)}, который минимизировал бы {\displaystyle {\mathcal {H}}_{\infty }}-норму системы. То же относится и к {\displaystyle {\mathcal {H}}_{2}}-управлению. Норма на бесконечности матрицы{\displaystyle \ F_{l}(P,K)} определяется как:
{\displaystyle ||F_{l}(P,K)||_{\infty }=\sup _{\omega }{\bar {\sigma }}(F_{l}(P,K)(j\omega ))}
где {\displaystyle {\bar {\sigma }}} — максимальное сингулярное число матрицы {\displaystyle \ F_{l}(P,K)(j\omega )}.
Найденный таким образом контроллер является оптимальным в {\displaystyle {\mathcal {H}}_{\infty }}-смысле. Существует также ряд приложений, в которых решается так называемая «задача малого усиления (англ. small gain problem)». В рамках этой задачи необходимо найти такой контроллер, который бы обеспечивал выполнение условия
{\displaystyle min(||F_{l}(P,K)||_{\infty })\leq 1}.
Эта задача иногда также называется «стандартной задачей {\displaystyle {\mathcal {H}}_{\infty }}-управления».

## Преимущества и недостатки
H∞-управление имеет несколько особенностей в сравнении с другими методами синтеза робастных контроллеров. К преимуществам можно отнести:
- Метод работает с устойчивостью и чувствительностью системы.
- Простой одношаговый алгоритм.
- Точное формирование выходной частотной характеристики.

К недостаткам можно отнести то, что метод требует обращать особое внимание на параметрическую робастность объекта управления.

## СвойстваH∞{\displaystyle {\mathcal {H}}_{\infty }}-контроллеров
1. Весовая функция {\displaystyle {\mathcal {H}}_{\infty }}-оптимального контроллера представляет собой фазовый фильтр, то есть для наименьшего сингулярного числа системы {\displaystyle {\bar {\sigma \ }}} выполняется соотношение:
{\displaystyle {\bar {\sigma \ }}(F_{l}(P,K))=1} для любого {\displaystyle \omega \ \in R}
2. {\displaystyle {\mathcal {H}}_{\infty }}-оптимальный контроллер имеет порядок максимум {\displaystyle \ n-1}, где {\displaystyle \ n} — порядок объекта управления.

## Условия существованияH∞{\displaystyle {\mathcal {H}}_{\infty }}-контроллеров
Для того, чтобы существовал {\displaystyle {\mathcal {H}}_{\infty }}-контроллер в стандартной задаче:
{\displaystyle min(||F_{l}(P,K)||_{\infty })\leq 1}
необходимо и достаточно выполнение следующих условий:
1. Представим замкнутую систему в виде уравнений в пространстве состояний:
{\displaystyle {\dot {\mathbf {x} }}(t)=A(t)\mathbf {x} (t)+B(t)\mathbf {u} (t)}
{\displaystyle \mathbf {y} (t)=C(t)\mathbf {x} (t)+D(t)\mathbf {u} (t)}

Должен существовать закон пропорционального управления {\displaystyle \ F(s)=K} такой, чтобы наибольшее сингулярное число матрицы {\displaystyle \ D} замкнутой системы удовлетворяло неравенству {\displaystyle \sigma _{n}\ (D)<1}

2. Уравнение Риккати для управления

Уравнение Риккати для управления по состояниям должно иметь вещественное, положительно-определённое решение {\displaystyle P\geq 0}. 

3. Уравнение Риккати для наблюдателя

Уравнение Риккати для наблюдателя, работающего в паре с контроллером, должно иметь вещественное, положительно-определённое решение {\displaystyle S\geq 0}. 

4. Ограничение по собственным числам:

Наибольшее собственное число произведения двух решений (для контроллера и наблюдателя) уравнений Риккати должно быть меньше единицы:
{\displaystyle \lambda _{max}(PS)<1}